# Gabriel Barceló Oliver
Gabriel Barceló Oliver (Felanich, Baleares, 1928) es un empresario español, cofundador y presidente de honor del Grupo Barceló, vicepresidente de la Fundación Barceló y expatrono de la Fundación Turística y Cultural de las Islas Baleares. 
Es, a su vez, presidente honorario de la Confederación de Asociaciones Empresariales de Baleares (CAEB) y de la Sociedad de Garantía Recíproca ISBA. Es presidente de honor de la compañía Rey-Sol, editora del periódico El Mundo - El Día de Baleares. En 2003 ingresó en el “Hall of Fame” de la British Travel Industry.

## Biografía y trayectoria profesional
Gabriel Barceló es el hijo mayor de Simón Barceló Obrador y Antonia Oliver Banús y hermano de Sebastián Barceló Oliver. Su padre creó la empresa Autocares Barceló, germen de Barceló Corporación Empresarial y en la que trabajó junto a su hermano desde muy joven, desde 1940. Entre 1960 y 1993 fue Presidente del Grupo Barceló. Por tanto, ha desarrollado 53 años de actividad empresarial. Fundó, junto con su hermano Sebastián, 72 compañías en diversos sectores, en particular en las actividades de agencias de viajes y hostelería, 39 de dichas compañías en países extranjeros.  También junto a su hermano creó un nuevo concepto en la hostelería en España, en la década de los 60, con los hoteles tipo “Pueblo”, y en el Caribe, en los años 80, consistente en la construcción de hoteles en edificios de baja altura, integrados en el paisaje, con grandes superficies de terreno y amplia cantidad de servicios, siendo Barceló Hotels pionero español en el área caribeña. Fundó, como presidente, el periódico El Día de Baleares; la Confederación de Asociaciones Empresariales de Baleares (CAEB), y la Sociedad de Garantía Recíproca ISBA. Desempeñó la función de honrado consejero del Consejo Consultivo de la Universidad de las Islas Baleares, ex-Directivo del Real Club Deportivo Mallorca, y presidente del Real Club Náutico de Palma.

## Distinciones
Ha recibido numerosas distinciones españolas e internacionales, entre ellas, y por solo citar las más importantes, cabe mencionar la Medalla de Oro del Fomento del Turismo de Mallorca (1979), la Medalla de Oro al Mérito Turístico en España (1989) y el nombramiento como Caballero de la Orden de Cristóbal Colón, otorgado por el Gobierno de la República Dominicana en 2001. En 2004 ha recibido el premio “Juníper Serra” (Junípero Serra), instituido por la Fundación Cátedra Iberoamericana de la Universidad de las Islas Baleares. En 2006, el Gobierno de las Islas Baleares le concedió su máxima distinción, la Medalla de Oro de la Comunidad Autónoma de Baleares. En 2012 fue reconocido con la Medalla de Oro del Colegio de Economistas de Baleares. En 2013 recibió el primer distintivo turístico “Matilde Torres”, impulsado por la Confederación Española de Agencias de Viajes, la CEAV.